# Samnio (provincia romana)
La provincia de Samnio (Samnium) fue una división administrativa del Imperio romano utilizada durante su periodo conocido como «Bajo Imperio». Formaba parte de la diócesis de Italia Suburbicaria.

## Las provincias del Bajo Imperio romano
Durante la tetrarquía de Diocleciano se realizó una profunda reorganización de la Administración imperial en la que uno de los aspectos más destacados fue la creación de un buen número de provincias mediante la división de las existentes. Las provincias formaban la base de la pirámide administrativa. En niveles superiores se situaban las diócesis (que agrupaban varias provincias), las prefecturas del pretorio (que agrupaban varias diócesis) y finalmente, el Imperio que se dividía en prefecturas.
Eran dirigidas por un gobernador cuyas funciones abarcaban todos los ámbitos excepto el militar: mantenían la ley y el orden, ejecutaban las órdenes de los ámbitos administrativos superiores, administraban la justicia en primera instancia, recaudaban los impuestos y otros ingresos imperiales o del emperador y estaban al cargo del servicio postal así como del mantenimiento de los edificios públicos.

## Historia
Se creó sobre el año 357 al separarse una parte de Campania para formar una nueva provincia diferente.
Al no ser una provincia fronteriza, se vio libre de ataques y pillajes por parte de los pueblos bárbaros hasta el año 408 cuando Alarico invadió Italia por segunda vez. Durante esta guerra sufrió bastantes saqueos y devastaciones quedando en un estado tan lastimoso que en 412 se le redujeron sus impuestos a la quinta parte durante cinco años y en 418 a la séptima parte.

## Características
La mayor parte de su territorio se extendía por los Apeninos y la menor como una franja costera del Adriático. Sus límites administrativos eran: Piceno Suburbicario y Valeria al norte, el mar Adriático y Apulia y Calabria al este y la provincia de Campania al sur y oeste. Sus principales ciudades eran: Beneventum, la capital provincial, Bovianum Vetus y Caudium.
Dentro de las calzadas que discurrían por la provincia destacaban la Vía Apia y la Vía Trajana.